# 吹雪型驅逐艦
吹雪型驅逐艦（日语：／?）是大日本帝國海軍（以下為日本海軍）在華盛頓海軍條約的限制底下所建造的艦隊型驅逐艦。
在計劃時期被稱為特型驅逐艦（とくがたくちくかん），源於1924年在艦政本部內設立的「特型驅逐艦對策委員會」，該委員會的成立目的是要滿足艦政本部就「新型驅逐艦」的各種苛刻要求。
於日本海軍的公文中統一為吹雪型驅逐艦。在首製艦（Name Ship）「吹雪」沉没後，艦型名稱改訂為白雪型驅逐艦，後來再改為初雪型驅逐艦。

## 概要
根據華盛頓條約，日本海軍雖然被限制建造戰艦等的大型艦，但由於補助艦艇不受條約限制的關係，因而提出了強化其整備的方針，而藉此而被建造的新型驅逐艦即為吹雪型。
由於擁有二段式甲板及追求凌波性能的船形並具良好的航海性能、並將已往常用的露天式的艦橋更改為密閉式從而改善了居住性，更擁有相對於排水量的重武裝（砲塔式12.7厘米聯裝砲3座、於艦中心搭載9射線的61厘米魚雷並配備預備魚雷），所以吹雪型出現後，對當時各海軍列強的驅逐艦帶來了很大衝擊。
雖然在日美開戰時吹雪型已被看成舊式艦並沒有裝備氧氣魚雷，但是在太平洋戰爭中仍為水雷戰隊的主力，也在航空母艦護衛、輸送船團護衛等任務上活躍，亦因此在戰爭中損害甚大，在建成的24艘當中，到終戰時仍然倖存僅為綾波型的「潮」與曉型的「響」2艘。

## 沿革

### 華盛頓條約與睦月型驅逐艦
基於華盛頓條約，對各國就主力艦、航空母艦的擁有比率（英5：美5：日3）及巡洋艦的建造（排水量10000噸以下・搭載砲重巡為8吋、輕巡6.1吋以下）受到限制。而日本海軍在此之前，一直將預算使用在八八艦隊計劃，為有余裕底下才能對中型為一等、小型為二等這兩系統驅逐艦進行建造。但是，因締結了條約的關係就不能不縮少對主力艦建造的規模，為了彌補與英美海軍之間的差距，就此將整備與強化輕巡洋艦以下並不受條約限制的補助艦艇作為方針並視為活路。而驅逐艦就沿著這個方針，在修正計劃後且沒有預算限制的束縛下，開始著用手對峯風型驅逐艦的擴大型睦月型驅逐艦的建造。

### 新型驅逐艦

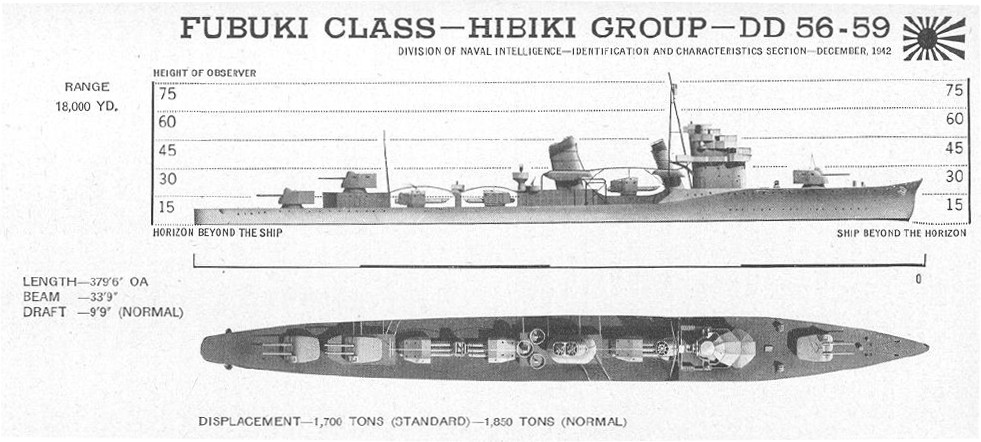
吹雪型的艦形與武装配置的示意圖

睦月型驅逐艦在當時為高性能且重武裝的艦隻（速度37.3節、以14節能續航4000浬、兵装為61厘米三聯装魚雷發射管2座共6射線及12厘米單裝砲四座），不過軍令部的需求遠高於此，希望能擁有速度37節、12.7厘米砲6門、9射線的61厘米魚雷發射管。該要求最後由藤本喜久雄造船大佐（當時）實現。為了能達到要求，藤本參考了輕巡洋艦「夕張」的手法，並積極採用新技術（半自動電弧焊等新式的電焊）藉此嘗試將艦隻徹底輕量化，而後部主砲更使用了背負型的關係，將基準排水量控制在1700噸以下，成功設計了大體乎合軍令部所要求的驅逐艦（實際上較圖紙數據為重）。設有篷蓋的艦橋、裝上防盾的砲塔在日後成為日本海軍驅逐艦的基本形態，這些特徵均能在吹雪型上找到。吹雪型於內外也給人很強的印象，特型驅逐艦這個以海軍的分類為依據的名稱亦相當有名。另外使用多種輕合金亦為初期的特徴，不過當時的鋁合金的抗鹽性很差，後來因出現嚴重腐蝕而中止使用。
另外，雖然在睦月型之後的日本海軍驅逐艦上都搭載了61厘米魚雷發射管，但是吹雪型所發射的，並不是日本海軍的魚雷當中聞名世界的九三式魚雷。到吹雪型之後的初春型為止是使用九〇式空氣魚雷。真正能夠搭載氧氣魚雷的是白露型以後的驅逐艦。此外，魚雷發射管的初期型式並沒有防盾，是在後來才加裝。

## 形式
由於吹雪型的建造期間長，因此被分為多個種類。在分類上主要為兩個方式，第一種是基於搭載砲分為3類（+1類）；而第二種則將「吹雪」到「潮」分為1類，再將改良了引擎的「曉」以後共4艘分為另一類共2種類。本條目所使用的分類方式為前者。不過在日本海軍的艦艇類別等級表上將全部艦隻統一為「吹雪型驅逐艦／白雪型驅逐艦／初雪型驅逐艦」。
吹雪型（I型）
根據大正12年度計劃而建造的10艘初期型。只有該10艘採用稱為A型的12.7厘米聯裝砲塔。該型的最終艦「浦波」，因其船體與後述的II型為同型但搭載A型砲的關係，有時被當作改吹雪型（改Ⅰ型）並分為另一類。
I型改（浦波）
吹雪型10番艦浦波，與後述綾波型的船體為同形但搭載A型砲，這實為吹雪型與綾波型的折衷形態。因此有時被稱為I型改（或改I型）。本來預定作為綾波型竣工，但當時正值日內瓦海軍裁軍會議，在會議開始後便立即快速趕工，並早了半年完成。因此與配備新型砲（B型砲）的時間無法配合，在竣工時只能搭載一直使用的A型砲。
綾波型（II型）
根據昭和2年度而建造，「綾波」至「潮」為止的10艘。相較於吹雪型其艦橋構造物被大型化，而為防止鍋爐室吸氣口在極端天氣（如暴風雨）下錯誤吸入海水令引擎故障，因此將其形狀由煙管型改成碗型（後來成為日本海軍驅逐艦的標準）。其次，將搭載的主砲，由吹雪型一直使用仰角為40度的A型，更改為加大至75度的B型砲塔。另外，由於「朧」、「曙」、「漣」、「潮」4艦的煙囪高度較其他綾波型為低矮，所以該4艦有時被區分為IIA型。
曉型（III型）
為了加強機能而將艦橋大型化，隨著主引擎的馬力增大及空氣預熱機的使用，只需要3座鍋爐就能達到像綾波型4座的效果，一號煙囪亦因此縮小，成為了外觀上顯著的特徵。就以上各種的改良，提升了航行性能與加長續航距離，不過減少了1個鍋爐（約50噸）就代表吃水線下的重量變輕，再加上先前所述為了充實各種指揮裝置而將艦橋大型化等，導致艦隻的重心變高、復原性下降，並成為發生第四艦隊事件的其中一個原因。另外，曉型為最先在魚雷發射管加上防盾並成為標準裝備。在第四艦隊事件後進行了大幅改裝，包括艦橋小型化、更改魚雷發射管位置等，亦為在事件前後艦容變化得最大的特型驅逐艦。

## 武裝

### 主砲
為日本海軍駆逐艦所搭載最初的12.7厘米砲。除了使用高角砲作為主兵裝的秋月型驅逐艦（乙型）、松型驅逐艦（丁型・改丁型）外，由吹雪型開始成為了日本驅逐艦的標準砲。
吹雪型各艦如前文所述吹雪型（Ⅰ型）是使用A型聯裝砲架，之後為B型聯裝砲架並以3座6門配置搭載。從現存的相片中可以看到在友鶴事件、第四艦隊事件後所進行的改裝工程，將B型砲的砲盾修改成接近C型砲的形態，甚至直接更換砲塔。
另外在大戰期間為了增強對空火力而將2號砲拆除並裝上對空機槍。這些工程為在1943年（昭和18年）秋開始到翌年進行。

### 魚雷
日本的驅逐艦從睦月型開始搭載61厘米魚雷，同時3聯裝魚雷發射管也是最初採用。吹雪型雖然亦繼續使用61厘米3聯裝魚雷発射管（正式名稱為一二年式六一糎三聯裝水上發射管），但是一共搭載了3座（9射線），射線數為睦月型的1.5倍。雖然在這時還未曾搭載次發裝填裝置，但吹雪型共9射線的射線數僅為次於「島風」（15射線）。
初次在魚雷發射管上裝備防盾的吹雪型，為綾波型的「敷波」。該防盾在極端天氣時對於發射管的操作而言有很大的增強效果。各艦在後來的改善工程中亦加裝該裝備。到了曉型後更成為標準裝備，而吹雪型以前的驅逐艦亦陸續裝備。試製的防盾由於使用杜拉鋁的關係很快就被海水侵蝕，因此各艦所裝備的盾為鋼製，厚度3毫米。
當初為搭載18枚八年式魚雷，後來改為九〇式魚雷（由12枚到18枚不等，視乎艦隻而有所不同）。換裝上九三式魚雷（氧氣魚雷）為在1943年（昭和18年），但尚有一部分艦隻仍未裝備。

### 機槍
在當初曾計劃搭載2挺毘式40毫米單裝機槍但未能實現，最後在吹雪型（Ⅰ型）裝備的為2挺留式7.7毫米單装機槍。而綾波型、曉型則再加上2挺毘式12毫米單裝機槍（其口徑正確為12.7毫米）以作增強。
由於以上裝備在大戰中的對空戰鬥中完全不敷應用，所以於1943年（昭和18年）下半年開始陸續增強。而吹雪型的配置為
- 拆除2號主砲並安裝2座25毫米3聯裝機槍
- 艦橋前設置機槍台並設置1座25毫米聯裝機槍
- 於2號、3號魚雷發射管之間加上機槍台並設置2座25毫米3聯裝機槍

到了阿號作戰（あ号作戦、1944年6月）時期，各艦的對空機槍配置在下方以圖表列出。
| 艦名 | 25毫米機槍 | 25毫米機槍 | 25毫米機槍 | 13毫米 | 7.7毫米 | 阿號作戰後的增強                        |
| 艦名 | 3聯裝      | 聯裝       | 單裝       | 單裝   | 單裝    | 阿號作戰後的增強                        |
| ---- | ---------- | ---------- | ---------- | ------ | ------- | --------------------------------------- |
| 潮   | 4          | 1          |            | 2      |         | 25毫米單裝7挺、13毫米單裝4挺            |
| 曙   | 4          | 1          |            |        |         | 25毫米單裝8挺、13毫米聯裝2基、同單裝6挺 |
| 響   | 4          | 1          | 2          |        |         | 25毫米單裝12挺                          |
| 薄雲 | 4          | 1          | 2          |        | 2       | 25毫米單裝8挺、13毫米單裝4挺            |

### 最終兵裝
以下是終戰時殘存，「潮」及「響」在最終時的兵裝。
潮
- 主砲：12.7厘米聯装砲2座4門
- 魚雷：61厘米3聯装魚雷發射管3座9門（魚雷15枚）
- 機槍：25毫米3聯裝4座、同聯裝1座、同單裝8挺、合計22挺。13毫米單裝機槍6挺
- 深水炸彈：36個

響
- 主砲：12.7厘米聯裝砲2座4門
- 魚雷：61厘米3聯裝魚雷發射管3座9門（魚雷15枚？）
- 機銃：25毫米3聯裝4座、同聯裝1座、同單裝14挺、合計28挺。
- 深水炸彈：36個

於前檣（前桅桿）裝置了1座經改造的22號電探（雷達），於後檣則為1座13號。這時的公試排水量為2,300噸，速度降至34節。

## 命名方法與同型艦

### 由編號到艦名
基於八八艦隊計劃這個大建艦計劃，有可能會導致能使用的艦名變得不足，因此於神風型[II] 、若竹型開始在驅逐艦使用編號名。但因華盛頓裁軍條約的關係八八艦隊計劃被中止，艦名不足的問題亦不再存在，因此於1928年（昭和3年）8月1日開始將編號名改為固有艦名。吹雪型驅逐艦的初期艦在下水時也是以編號名來命名，當中數艦更是以編號名竣工。但在其後改為固有名稱。
| 編號 | 命名             | 1928年改名 |
| ---- | ---------------- | ---------- |
| 35   | 第三十五號驅逐艦 | 吹雪       |
| 36   | 第三十六號驅逐艦 | 白雪       |
| 37   | 第三十七號驅逐艦 | 初雪       |
| 38   | 第三十八號驅逐艦 | 深雪       |
| 39   | 第三十九號驅逐艦 | 叢雲       |
| 40   | 第四十號驅逐艦   | 東雲       |
| 41   | 第四十一號驅逐艦 | 薄雲       |
| 42   | 第四十二號驅逐艦 | 白雲       |
| 43   | 第四十三號驅逐艦 | 磯波       |

### 同型艦
以下使用計劃次序來排列

#### 吹雪型（I型）
1. 吹雪－：1928年8月10日在舞鶴工作部竣工， 1942年10月11日在薩沃島海戰與美軍水上部隊交戰期間於瓜達爾卡納爾島水域沈沒。
2. 白雪－：1928年12月18日在橫濱船渠竣工，1943年3月3日在八一號作戰於丹皮爾海峽附近沈沒。
3. 初雪(II)－：1929年3月30日在舞鶴工作部竣工，1943年7月17日在布因沈沒。
4. 深雪－：1929年6月29日在浦賀船渠竣工，1934年6月29日在濟州島南方海域進行演習期間，與「電」發生衝突並被欄腰撞斷。艦體後部當場沈沒，餘下的前部曾嘗試為其進行曳航，但最後決定放棄。
5. 叢雲(II)－：1929年5月10日在藤永田造船所竣工，1942年10月12日在新喬治亞島近海沈沒。
6. 東雲(II)－：1928年7月25日在佐世保海軍工廠竣工，1941年12月17日於加里曼丹島美里的攻略作戦中進行單獨行動時失去聯絡，後被判定為沈沒。原因被推則為觸雷或受到轟炸。
7. 薄雲(II)－：1928年7月26日在石川島造船所竣工，1944年7月7日在擇捉島北方水域沈沒。
8. 白雲(II)－：1928年7月28日在藤永田造船所竣工，1944年3月16日在釧路厚岸愛冠海峽近海沈沒。
9. 磯波(II)－：1928年6月30日在浦賀船渠竣工，1943年4月9日在蘇拉威西島浦東水道沈沒。
10. 浦波(II)－：1929年6月30日在佐世保海軍工廠竣工，1944年10月26日在菲律賓班乃島沈沒。

#### 綾波型（II型）
1. 綾波(II)－：1930年4月30日在藤永田造船所竣工， 1942年11月14日在第三次所羅門海戰中嚴重受損並不能航行，翌15日於瓜達爾卡納爾島水域沈沒。
2. 敷波(II)－：1929年12月24日在舞鶴工作部竣工，1944年9月12日在南中國海的海南島以東沈沒。
3. 朝霧(II)－：1930年6月30日在佐世保海軍工廠竣工， 1942年8月28日在瓜達爾卡納爾島丹布海峽附近沈沒。
4. 夕霧(II)－：1930年12月3日在舞鶴工作部，1943年11月25日在新愛爾蘭島聖佐治海峽近海沈沒。
5. 天霧－：1930年11月10日在石川島造船所竣工，1944年4月23日在望加錫海峽觸雷沈沒。（當時由約翰·甘迺迪擔任艇長的魚雷艇PT-109，在與「天霧」發生衝突後沈沒。）。
6. 狭霧－：1931年1月31日於浦賀船渠竣工，1941年12月24日在 古晉北方水域沈沒。
7. 朧(II) －：1931年10月31日在佐世保海軍工廠竣工，1942年10月17日在基斯卡島東北方水域沈沒。
8. 曙(II) －：1931年7月31日在藤永田造船所竣工，1944年11月13日在馬尼拉灣沈沒。
9. 漣(II)－：1932年5月19日在舞鶴工作部竣工，1944年1月14日在中部太平洋的沃萊艾諸島水域沈沒。
10. 潮(II)－ ：1931年11月14日在浦賀船渠竣工，1945年9月15日除籍 ，1948年8月4日解體。

#### 曉型（III型）
1. 曉(III)－：1932年11月30日在佐世保海軍工廠竣工，1942年11月13日在第三次所羅門海戰於瓜達爾卡納爾島水域沈沒。
2. 響(II)－ ：1933年3月31日在舞鶴工作部竣工，在完成特別輸送艦（復員艦）任務後，於1945年10月5日除藉。1947年7月5日作為賠償艦引渡到蘇聯並改名為信賴（Верный）蘇聯海軍方面在1953年除籍。
3. 雷(II) －：1932年8月15日在浦賀船渠竣工，1944年4月13日在加羅林群島瓦利斯諸島水域沈沒。
4. 電(II)－：1932年11月15日在藤永田造船所竣工，1944年5月14日西里伯斯海西部沈沒。

## 驅逐隊的變遷
當初是以各4艘組成驅逐隊，但有段時期改為3艘的體制。在開戰前再度改回4艘的體制。

### 第十一驅逐隊
由吳鎮守府籍的吹雪・白雪・初雪・深雪所編成。於1924年（大正13年）末，由神風型驅逐艦 (初代)所組成的第六代解隊後，作為其延續成為第七代的第十一驅逐隊。
1928年（昭和3年）12月18日：編成。第二艦隊第二水雷戰隊。
1931年（昭和6年）12月1日：吳鎮守府預備艦。「吹雪」轉調到第二十驅逐隊（I）。
1932年（昭和7年）12月1日：第二艦隊第二水雷戰隊。
1934年（昭和9年）6月29日：「深雪」於衝突事故中沈沒，後在同年8月15日除籍。
1934年（昭和9年）11月15日：呉鎮守府預備艦。
1936年（昭和11年）12月1日：第二十驅逐隊（I）被解隊後，將吹雪重新編入。
1937年（昭和12年）7月28日：轉藉到第二艦隊第四水雷戰隊。
1937年（昭和12年）10月20日：跟隨四水戰轉藉到到支那方面艦隊第四艦隊。
1937年（昭和12年）12月1日：再跟隨四水戰轉藉到到支那方面艦隊第三艦隊。
1938年（昭和13年）4月19日：四水戰解散。再次成為呉鎮守府預備艦。
1938年（昭和13年）12月15日：轉藉到第二艦隊第二水雷戰隊。
1939年（昭和14年）11月15日：呉鎮守府預備艦。
1940年（昭和15年）11月15日：轉藉到第一艦隊第三水雷戰隊。
1942年（昭和17年）3月10日：叢雲因第十二驅逐隊解隊而將其編入。
1942年（昭和17年）8月28日：將來自第二十驅逐隊（II）的夕霧、天霧編入（「夕霧」在完成修理時為翌年1月）。
1942年（昭和17年）10月11日：「吹雪」戰没，同年11月15日除籍。
1942年（昭和17年）10月12日：「叢雲」因嚴重受損而被雷擊處分，同年11月15日除籍。
1943年（昭和18年）3月3日：「白雪」戰没，同年4月1日除籍。
1943年（昭和18年）4月1日：跟隨三水戰轉藉到到第八艦隊。
1943年（昭和18年）5月16日：「夕霧」嚴重受損，因需要進行修理而暫時離隊（在吳工廠修理，後於11月歸復）。
1943年（昭和18年）7月17日：「初雪」戰没，同年10月15日除籍。
1943年（昭和18年）11月25日：「夕霧」戰没，同年12月15日除籍。
1943年（昭和18年）12月7日：「天霧」因與「秋風」發生衝突而艦首受損，第十一驅逐隊因沒有能夠使用的艦隻而被解隊。
（1944年（昭和19年）3月1日：「天霧」轉藉到第十九驅逐隊。以後的記事於第十九驅逐隊繼承。）

### 第十二驅逐隊
由吳鎮守府籍的叢雲・東雲・薄雲・白雲編成。在春雨型驅逐艦及神風型屬驅逐艦 (初代)所組成的第一代於1924年（大正13年）12月1日改稱為第6掃海隊後，接替成為第二代的第十二驅逐隊。
1928年（昭和3年）8月1日：編成。
1928年（昭和3年）12月10日：第二艦隊第二水雷戰隊。
1931年（昭和6年）12月1日：呉鎮守府預備艦。「東雲」被轉調到第二十驅逐隊（I）。
1932年（昭和7年）12月1日：第二艦隊第二水雷戰隊。
1936年（昭和11年）12月1日：呉鎮守府預備艦。在第二十驅逐隊（I）解隊後，將東雲重新編入。
1937年（昭和12年）12月1日：第二艦隊第二水雷戰隊。
1938年（昭和13年）12月15日：呉鎮守府預備艦。
1940年（昭和15年）5月1日：轉藉到第一艦隊第三水雷戰隊。
1940年（昭和15年）8月15日：「薄雲」因觸雷。因需修理的關係暫時離隊（翌年2月20日，轉調到舞鶴防備隊）。
1941年（昭和16年）12月17日：「東雲」戰没，於翌年1月15日除籍。
1942年（昭和17年）3月10日：解隊。「叢雲」轉調到第十一驅逐隊，而「白雲」則為第二十驅逐隊（II）。
（1942年（昭和17年）7月30日：「薄雲」在修理完成後，臨時轉調到第六驅逐隊及第二一驅逐隊後，於翌年4月1日轉調到第九驅逐隊。以後的記事於第九驅逐隊繼承。）

### 第十九驅逐隊
由吳鎮守府籍的磯波・浦波・綾波・敷波所編成。1943年（昭和18年）4月1日後，不再所屬於水雷戰隊行動。
1929年（昭和4年）11月30日：編成。
1930年（昭和5年）12月1日：第二艦隊第二水雷戰隊。
1931年（昭和6年）12月1日：「磯波」轉調到第二十驅逐隊（I）。
1932年（昭和7年）12月1日：呉鎮守府預備艦。
1934年（昭和9年）11月15日：第二艦隊第二水雷戰隊。
1936年（昭和11年）12月1日：第二十驅逐隊（I）被解隊後，將磯波重新編入。
1937年（昭和12年）12月1日：呉鎮守府預備艦。
1940年（昭和15年）11月15日：轉藉到第一艦隊第三水雷戰隊。
1942年（昭和17年）11月15日：「綾波」戰没，同年12月15日除籍。
1943年（昭和18年）4月1日：轉藉到南西方面艦隊。
1943年（昭和18年）4月9日：「磯波」戰没，同年8月1日除籍。
1943年（昭和18年）9月20日：編入南西方面艦隊第16戰隊。
1944年（昭和19年）3月1日：將來自前年12月7日解隊的第十一驅逐隊的天霧編入。
1944年（昭和19年）4月23日：「天霧」因觸雷而沈沒，同年6月10日除籍。
1944年（昭和19年）9月12日：「敷波」戰没，同年10月10日除籍。
1944年（昭和19年）9月26日：解隊。「浦波」成為第16戰隊的附屬。
（1944年（昭和19年）10月26日：「浦波」戰没，同年12月10日除籍。）

### 第八驅逐隊→第二十驅逐隊（II）
由橫須賀鎮守府籍的朝霧・夕霧・天霧・狭霧所編成。於1924年（大正13年）12月1日，由4艘東雲型驅逐艦所組成的第二代解隊後，作為其延續成為第三代的第八驅逐隊。1939年（昭和14年）11月1日因轉藉到吳鎮守府的關係，成為了第二代的第二十驅逐隊。
1930年（昭和5年）12月1日：編成。
1931年（昭和6年）12月1日：第二艦隊第二水雷戦隊。
1932年（昭和7年）5月19日：「狭霧」被轉調到第十驅逐隊。
1933年（昭和8年）11月15日：橫須賀鎮守府預備艦。
1936年（昭和11年）12月1日：第二艦隊第二水雷戦隊。
1939年（昭和14年）11月1日：轉藉到吳鎮守府，改稱為第二十驅逐隊。呉鎮守府預備艦。
1939年（昭和14年）11月15日：第十驅逐隊被解隊後，將狭霧重新編入。
1940年（昭和15年）5月1日：轉藉到第一艦隊第三水雷戰隊。
1941年（昭和16年）12月24日：「狭霧」戰没，翌年1月15日除籍。
1942年（昭和17年）3月10日：白雲因第十二驅逐隊解隊而將其編入。
1942年（昭和17年）8月28日：「朝霧」戰没。「夕霧」中彈，座乘司令戰死。「夕霧」與「天霧」轉調到第十一驅逐隊。「白雲」則臨時編入第六驅逐隊及第二十一驅逐隊（正式所屬為不明）。
1942年（昭和17年）10月1日：解隊。「朝霧」除籍。
（1943年（昭和18年）4月1日：「白雲」轉調到第九驅逐隊。以後的記事由第九驅逐隊所繼承。）

### 第七驅逐隊
由橫須賀鎮守府籍的朧・曙・漣・潮編成。於1931年（昭和6年）10月31日，由4艘樺型驅逐艦所組成的第五代解隊後，作為其延續成為第六代的第七驅逐隊。另外，由於當時吹雪型已轉為3艘體制的關係，所以「漣」正式所屬於第七驅逐隊的日期為1939年（昭和14年）11月15日。再者，在太平洋戰爭開戰時為所屬於第一航空艦隊，其後轉屬於同艦隊第10戰隊，作為機動部隊的護衛行動。
1931年（昭和6年）10月31日：編成。
1931年（昭和6年）12月1日：第二艦隊第二水雷戰隊。
1933年（昭和8年）11月15日：橫須賀鎮守府預備艦。
1936年（昭和11年）12月1日：第二艦隊第二水雷戰隊。
1938年（昭和13年）11月15日：轉藉到支那方面艦隊第四艦隊第12戰隊。
1939年（昭和14年）11月15日：轉藉到第二艦隊第四水雷戰隊。漣因第十驅逐隊解隊而將其編入。
1940年（昭和15年）11月15日：轉藉到第一艦隊第一水雷戰隊。
1941年（昭和16年）4月10日：轉藉到第一航空艦隊第一航空戰隊。
1941年（昭和16年）9月1日：「朧」轉調到第一航空艦隊第五航空戰隊。
1942年（昭和17年）4月10日：轉藉到第一航空艦隊第10戰隊（「朧」轉調到橫須賀鎮守府作為附屬）。
1942年（昭和17年）7月14日：轉藉到聯合艦隊附屬。
（1942年（昭和17年）10月17日：「朧」戰没，同年11月15日除籍。）
1944年（昭和19年）1月1日：轉藉到第五艦隊第一水雷戰隊。
1944年（昭和19年）1月14日：「漣」戰没，同年3月10日除籍。
1944年（昭和19年）11月13日：「曙」戰没，「潮」受損（同年12月7日回到橫須賀，到終戰為止一直作繫留）。翌年1月10日「曙」除籍。
1944年（昭和19年）11月15日：將來自10月27日解隊的第十八驅逐隊的霞編入。
1944年（昭和19年）12月5日：轉藉到第二艦隊第二水雷戰隊。
1945年（昭和20年）1月26日：將聯合艦隊附屬的響編入。
1945年（昭和20年）3月10日：「霞」轉調到第二十一驅逐隊。
1945年（昭和20年）3月29日：「響」觸雷。因需修理而暫時離隊。
1945年（昭和20年）4月20日：二水戰解散。「潮」轉調到聯合艦隊直屬第31戰隊。
1945年（昭和20年）5月5日：第七驅逐隊解隊。「潮」轉調到聯合艦隊附属。「響」轉為警備驅逐艦，並轉調到舞鶴鎮守府第105戰隊。
（1945年（昭和20年）6月4日：「潮」轉調到橫須賀鎮守府作為附屬，6月10日轉為預備艦。同年9月15日除籍。）
（1945年（昭和20年）10月5日：「響」除籍。）

### 第六驅逐隊
由橫須賀鎮守府籍的曉・響・雷・電所編成。於1932年（昭和7年）4月1日，由4艘樺型型驅逐艦所組成的第三代解隊後，作為其延續成為第四代的第六驅逐隊。另外，由於當時吹雪型已轉為3艘體制的關係，所以「曉」正式所屬於第六驅逐隊的日期為1939年（昭和14年）11月15日。在太平洋戰爭中期為所屬於練成部隊之一的第十一水雷戰隊，主要從事航空母艦護衛與船團護衛等任務。
1932年（昭和7年）11月15日：編成。
1933年（昭和8年）11月15日：第二艦隊第二水雷戰隊。
1936年（昭和11年）12月1日：横須賀鎮守府預備艦。
1937年（昭和12年）7月28日：轉藉到第二艦隊第四水雷戰隊。
1937年（昭和12年）10月20日：跟隨四水戰轉藉到支那方面艦隊第四艦隊。
1937年（昭和12年）12月1日：再跟隨四水戰轉藉到支那方面艦隊第三艦隊。
1938年（昭和13年）4月19日：四水戰解散。横須賀鎮守府預備艦。
1939年（昭和14年）11月15日：第二艦隊第四水雷戰隊（四水戰再編）。暁因第十驅逐隊解隊而將其編入。
1940年（昭和15年）11月15日：轉藉到第一艦隊第一水雷戰隊。
1942年（昭和17年）11月13日：「曉」戰没，同年12月15日除籍。
1943年（昭和18年）4月1日：轉藉到第一艦隊第十一水雷戰隊。
1944年（昭和19年）2月25日：隨著第一艦隊解隊，十一水戰成為聯合艦隊直屬。
1944年（昭和19年）4月13日：「雷」戰没，同年6月10日除籍。
1944年（昭和19年）5月14日：「電」戰没，同年6月10日除籍。
1944年（昭和19年）6月25日：解隊。「響」轉藉到到聯合艦隊附屬。
（1945年（昭和20年）1月26日：「響」轉藉到第七驅逐隊。以後的記事由上方的第七驅逐隊所繼承。）

### 第二十驅逐隊（I）
由吳鎮守府籍的東雲・吹雪・磯波所編成。在吹雪型改為3艘體制期間編成，但在短期間內解隊。
1931年（昭和6年）12月1日：編成。第二艦隊第二水雷戰隊。
1932年（昭和7年）12月1日：吳鎮守府預備艦。
1936年（昭和11年）12月1日：解隊。全部3艘復歸原隊。

### 第十驅逐隊
由橫須賀鎮守府籍的狹霧・漣・曉所編成。於1918年（大正7年）4月1日﹐由4艘樺型驅逐艦所組成的第二代轉調到佐世保鎮守府的第二二驅逐隊後，作為其延續成為第三代的第十驅逐隊。該隊亦為短期間內解隊。
1932年（昭和7年）5月19日：編成。
1933年（昭和8年）11月15日：第二艦隊第二水雷戰隊。
1937年（昭和12年）7月28日：轉藉到第二艦隊第四水雷戰隊。
1937年（昭和12年）10月20日：跟隨四水戰轉藉到支那方面艦隊第四艦隊。
1937年（昭和12年）12月1日：跟隨四水戰轉藉到支那方面艦隊第三艦隊。
1938年（昭和13年）4月19日：四水戰解散。橫須賀鎮守府預備艦。
1939年（昭和14年）11月15日：解隊。全部3艘復歸原隊。

## 註腳
1. ↑  有部分資料為500噸。
2. ↑  #艦艇類別等級表(昭和16年12月31日)[錨點失效]p.8『驅逐艦｜一等｜吹雪型｜吹雪、白雪、初雪、叢雲、東雲、薄雲、白雲、磯波、浦波、綾波、敷波、天霧、狹霧、夕霧、朧、曙、漣、潮、曉、響、雷、電、朝霧』
3. ↑  #内令昭和17年11月(4)[錨點失效]p.24『內令第二千百十五號　艦艇類別等級別表依照左方資料改正　昭和十七年十一月十五日海軍大臣嶋田繁太郎｜驅逐艦、一等內的「吹雪型」改為「白雪型」將同項中「吹雪」、「叢雲」、「朧」，以及朝潮型「夏雲」刪除』
4. ↑  #内令昭和18年4月(1)[錨點失效]p.20『內令第五百六十八號　艦艇類別等級別表依照左方資料改正　昭和十八年四月一日海軍大臣嶋田繁太郎｜驅逐艦、一等內的「白雪型」改為「初雪型」將同項中「白雪」，以及白露型「村雨」刪除。「朝潮型」改為「滿潮型」，將同項中「朝潮」、「大潮」、「荒潮」、「峯雲」，以及陽炎型「時津風」刪除（以下略）』
5. ↑  具抗鹽性並能夠用在船舶使用的鋁合金，就算在第二次大戰後，以當的冶金技術而言在世界上也是不可能。
6. ↑  #内令昭和17年12月(3)[錨點失效]p.19『內令第二千三百十七号　艦艇類別等級表依照左方資料改正　昭和十七年十二月十五日海軍大臣嶋田繁太郎｜軍艦、將巡洋艦一等青葉型「衣笠」刪除　驅逐艦、將一等白雪型「綾波」、「曉」，以及白露型「夕立」刪除（以下略）』
7. ↑  #第13類艦船(1)[錨點失效]p.7『驅逐艦｜一等｜初雪型｜薄雲、浦波、敷波、曙、潮、響』
8. ↑  田村俊夫「特型駆逐艦の戦時兵装の変遷と行動」『完全版 特型駆逐艦』47-163頁
9. ↑  #内令昭和20年5月(4)[錨點失效]p.6『內令第三八二號　驅逐隊編制依照中左方資料改訂　昭和二十年五月五日海軍大臣｜將第七驅逐隊項目刪除』

## 關聯項目
- 大日本帝國海軍艦艇一覽
- 水雷戰隊